# Лейссен, Беньямин
Беньямин Лейссен (нидерл. Benjamin Leussen, 30 апреля 1876 — 19 апреля 1924) — голландский шахматист, мастер, один из сильнейших шахматистов Нидерландов начала XX века.
Многократный призер неофициальных чемпионатов Нидерландов. Бронзовый призер 1-го официального чемпионата Нидерландов (1909 г.). Главное достижение на международной арене — дележ 2—3 мест (с Р. Шпильманом, позади Ф. Маршалла) на турнире в Схевенингене (1905 г.). Звание мастера получил по итогам выступлений в побочных турнирах конгрессов Германского шахматного союза.

## Спортивные результаты
| Год  | Город       | Соревнование                                                          | + | − | = | Результат | Место |
| ---- | ----------- | --------------------------------------------------------------------- | - | - | - | --------- | ----- |
| 1901 | Харлем      | Международный турнир (29-й турнир Нидерландской шахматной ассоциации) | 5 | 1 | 3 | 6½ из 9   | 2     |
| 1902 | Ганновер    | 13-й конгресс Германского шахматного союза (побочный турнир)          |   |   |   |           |       |
| 1903 | Хилверсюм   | Международный турнир (31-й турнир Нидерландской шахматной ассоциации) | 7 | 1 | 7 | 10½ из 15 | 3     |
| 1905 | Схевенинген | Международный турнир (33-й турнир Нидерландской шахматной ассоциации) | 7 | 3 | 3 | 8½ из 13  | 2—3   |
|      | Бармен      | Международный турнир (турнир мастеров «Б»)                            | 6 | 7 | 4 | 8 из 17   | 12—13 |
| 1909 | Делфт       | 1-й чемпионат Нидерландов                                             |   |   |   | 4½ из 10  | 3     |
| 1912 | Лондон      | Матч Англия — Нидерланды (против Дж. Блейка)                          | 1 | 1 | 0 | 1 из 2    |       |